# Powszechne towarzystwo emerytalne
Powszechne towarzystwo emerytalne (PTE) – jeden z dwóch rodzajów towarzystwa emerytalnego w Polsce, stanowiącego organ otwartego funduszu emerytalnego lub dobrowolnego funduszu emerytalnego.

## Działalność
Powszechne towarzystwo emerytalne może prowadzić działalność wyłącznie w formie spółki akcyjnej. Może zarządzać wyłącznie jednym otwartym funduszem emerytalnym oraz jednym dobrowolnym funduszem emerytalnym. Minimalny kapitał akcyjny PTE wynosi w Polsce 5 mln euro. PTE zarządzają otwartymi funduszami emerytalnymi, do których trafia składka w wysokości 2,92 procent płacy brutto, a także dobrowolnymi funduszami emerytalnymi. Zajmują się one pomnażaniem powierzonych pieniędzy, w zamian za zarządzanie pobierają stosowne opłaty.

## Lista towarzystw

### Istniejące
| Nazwa towarzystwa                      | Okres działalności                                               | Akcjonariusze                                                                                  | Depozytariusz             | Agent transferowy                      |             |
| -------------------------------------- | ---------------------------------------------------------------- | ---------------------------------------------------------------------------------------------- | ------------------------- | -------------------------------------- | ----------- |
| PTE Allianz Polska S.A.                | od 1999                                                          | TU Allianz Życie Polska S.A. TUiR Allianz Polska S.A.                                          | Deutsche Bank Polska      | Pekao Financial Services               | [ 3 ] [ 4 ] |
| Generali PTE                           | od 1999 (jako Zurich PTE)                                        | Generali Towarzystwo Ubezpieczeń                                                               | Bank Polska Kasa Opieki   | Generali Finance                       | [ 3 ] [ 5 ] |
| Nationale-Nederlanden PTE              | od 1999 (jako ING Nationale-Nederlanden PTE)                     | NN Continental Europe Holdings B.V.                                                            | Bank Handlowy w Warszawie | Nationale-Nederlanden Usługi Finansowe | [ 3 ]       |
| PKO BP Bankowy PTE                     | od 1999                                                          | PKO Bank Polski                                                                                | mBank                     | PKO BP Finat                           | [ 3 ] [ 6 ] |
| Pocztylion-Arka PTE                    | od 2001 (z połączenia Arka-Invesco PTE i Pocztowo-Bankowego PTE) | Poczta Polska BNP Paribas Assurance Invesco Holding Company Ltd. Konferencja Episkopatu Polski | Deutsche Bank Polska      | Pocztylion-Arka PTE                    | [ 3 ]       |
| PZU PTE                                | od 1999                                                          | Powszechny Zakład Ubezpieczeń na Życie                                                         | ING Bank Śląski           | Pekao Financial Services               | [ 3 ]       |
| UNIQA PTE                              | od 1999 (jako Credit Suisse Life & Pensions PTE)                 | UNIQA Österreich Versicherungen AG                                                             | mBank                     | UNIQA PTE                              | [ 3 ] [ 7 ] |
| Vienna PTE S.A. Vienna Insurance Group | od 1999 (jako PTE PBK)                                           | VIG Poland/Romania Holding B.V.                                                                | Bank Polska Kasa Opieki   | Pekao Financial Services               | [ 3 ] [ 8 ] |

### Byłe
| Nazwa towarzystwa                                               | Okres działalności | Historia |              |
| --------------------------------------------------------------- | ------------------ | --- | ------------ |
| Arka-Invesco PTE                                                | 1999–2001          | - 1999–2001 (joint venture Invesco i Konferencji Episkopatu Polski) - 2001 połączenie z Pocztowo-Bankowym PTE, likwidacja Arka-Invesco OFE i utworzenie Pocztylion-Arka PTE | [ 9 ] [ 10 ] |
| Aviva PTE Aviva Santander                                       | 1999–2023          | - 1999–2009 jako Commercial Union PTE BPH CU WBK (joint venture grupy kapitałowej Commercial Union, Banku Zachodniego, Bank BPH) - 2009–2018 jako Aviva PTE Aviva BZWBK (joint venture grupy kapitałowej Aviva i Banku Zachodniego WBK) - 2018–2023 jako Aviva PTE Aviva Santander (joint venture grupy kapitałowej Aviva i Santander Bank Polska) - 2023 przejęcie zarządzania OFE i DFE przez Generali PTE, likwidacja OFE Aviva Santander i DFE Aviva Santander | [ 9 ]        |
| PTE BIG Banku Gdańskiego                                        | 1999–2002          | - 1999–2002 (grupa kapitałowa BIG Banku Gdańskiego) - 2002 połączenie z PTE Skarbiec-Emerytura, likwidacja {ego} OFE | [ 9 ]        |
| PTE Epoka                                                       | 1999–2001          | - 1999–2001 (joint venture Banku Gospodarstwa Krajowego, Banku Ochrony Środowiska, Elektrowni Bełchatów, Elektrowni Kozienice, Elektrowni Turów, KGHM Polska Miedź, Stoczni Szczecińskiej) - 2001 przejęcie zarządzania OFE Epoka przez Pekao PTE | [ 9 ] [ 11 ] |
| PTE Hamburg Mannheimer Versicherungs-Aktiengesellschaft (H-M-C) | 1999–2001          | - 1999–2001 (grupa kapitałowa Hamburg Mannheimer Versicherungs-Aktiengesellschaft) - 2001 przejęcie zarządzania OFE Rodzina przez Pekao PTE | [ 9 ]        |
| PTE Kredyt Banku                                                | 1999–2004          | - 1999–2004 (grupa kapitałowa Kredyt Banku) - 2004 przejęcie zarządzania OFE Kredyt Banku przez PTE Polsat | [ 9 ]        |
| NNLife PTE                                                      | 1999–2023          | - 1999–2009 jako AIG PTE (grupa kapitałowa AIG) - 2009–2014 jako Amplico PTE (grupa kapitałowa Amplico) - 2014–2022 jako MetLife PTE (grupa kapitałowa MetLife) - 2022–2023 jako NNLife PTE (grupa kapitałowa NN Group) - 2023 połączenie z PTE Allianz, likwidacja NNLife OFE i NNLife DFE | [ 9 ] [ 12 ] |
| Nordea PTE                                                      | 1999–2017          | - 1999–2006 jako Sampo PTE (grupa kapitałowa Sampo) - 2006–2017 jako Nordea PTE (grupa kapitałowa Nordea Bank) - 2017 przejęcie zarządzania OFE Nordea i DFE Pekao przez Aegon PTE | [ 9 ] [ 13 ] |
| Pekao PTE                                                       | 1999–2018          | - 1999–2002 jako Pekao PTE (grupa kapitałowa Banku Polska Kasa Opieki) - 1992–2018 jako Pekao Pioneer PTE (grupa kapitałowa Banku Polska Kasa Opieki) - 2018 jako Pekao PTE (grupa kapitałowa Banku Polska Kasa Opieki) - 2023 przejęcie zarządzania OFE Pekao i DFE Pekao przez PTE PZU | [ 9 ]        |
| PTE Pioneer                                                     | 1999–2001          | - 1999–2001 (grupa kapitałowa Pioneer) - 2001 przejęcie zarządzania Pioneer OFE przez Pekao PTE | [ 9 ]        |
| Pocztowo-Bankowe PTE                                            | 1999–2001          | - 1999–2001 (joint venture Poczty Polskiej, BNP Paribas, BNP Paribas Cardif) - 2001 połączenie z Arka-Invesco PTE i utworzenie Pocztylion-Arka PTE | [ 9 ] [ 10 ] |
| PTE Polsat                                                      | 1999–2013          | - 1999–2013 (joint venture Invest Banku, PAI Media, Totalizatora Sportowego) - 2013 przejęcie zarządzania OFE Polsat przez PTE Bankowy | [ 9 ] [ 14 ] |
| PTE Skarbiec-Emerytura                                          | 1999–2008          | - 1999–2008 (grupa kapitałowa BRE Banku) - 2008 połączenie z Aegon PTE, przeniesienie majątku OFE Skarbiec | [ 9 ]        |
| PTE Warta                                                       | 1999–2013          | - 1999–2013 (grupa kapitałowa „Warta”) - 2013 przejęcie zarządzania OFE Warta przez PTE Allianz | [ 9 ]        |